# 1556 w muzyce
Wydarzenia muzyczne w 1556 roku.

## Urodzili się
- 21 lutego – Sethus Calvisius,  niemiecki teoretyk muzyki i kompozytor (zm. 1615)

## Zmarli
- 30 stycznia – Sebestyén Tinódi Lantos, węgierski kompozytor (ur. ok. 1510)
- 10 czerwca – Martin Agricola, niemiecki teoretyk muzyki (ur. 1486)